# Reader's Digest
Reader's Digest là một tạp chí gia đình có nội dung tổng hợp của Mỹ, được xuất bản mười lần một năm. Trước đây tạp chí này có trụ sở tại Pleasantville, New York, hiện nay có trụ sở chính tại Midtown Manhattan. Tạp chí được DeWitt Wallace và Lila Bell Wallace thành lập vào năm 1922. Trong nhiều năm, Reader's Digest là tạp chí tiêu dùng bán chạy nhất tại Hoa Kỳ; nó đã mất danh hiệu này vào năm 2009 cho tạp chí Better Homes and Gardens. Theo Mediamark Research (2006), Reader's Digest tiếp cận nhiều độc giả có thu nhập hộ gia đình hơn 100.000 USD so với tổng độc giả của Fortune, The Wall Street Journal, Business Week và Inc. cộng lại.
Các ấn bản toàn cầu của Reader's Digest tiếp cận thêm 40 triệu người ở hơn 70 quốc gia, thông qua 49 ấn bản bằng 21 ngôn ngữ. Tạp chí định kỳ có số lượng phát hành toàn cầu là 10,5 triệu, trở thành tạp chí có số lượng phát hành trả phí lớn nhất trên thế giới.
Nó cũng được xuất bản dưới dạng chữ nổi Braille, kỹ thuật số, âm thanh và ở dạng khổ lớn được gọi là Reader's Digest Large Print. Tạp chí này nhỏ gọn, với các trang của nó chỉ bằng một nửa kích thước của hầu hết các tạp chí Mỹ. Do đó, vào mùa hè năm 2005, ấn bản Hoa Kỳ đã thông qua khẩu hiệu "Nước Mỹ trong túi của bạn". Vào tháng 1 năm 2008, nó được đổi thành "Cuộc sống chia sẻ tốt".